# Angonyx papuana
Angonyx papuana är en fjärilsart som beskrevs av Rothschild 1903. Angonyx papuana ingår i släktet Angonyx och familjen svärmare. Inga underarter finns listade i Catalogue of Life.